# Élections législatives sud-coréennes de 2008
Les élections législatives sud-coréennes de 2008 ont lieu le 9 avril 2008 afin de renouveler les 300 membres de l'Assemblée nationale, le parlement de la Corée du Sud.

## Résultats
Assemblée sortante
| ↓   |   |     |    |   |               |  |                        |    |
| 125 | 3 | 161 | 10 | - | Conservateurs |  | Libéraux et centristes | sd |

Assemblée élue
| ↓             |      |                        |    |
| 185           | 25   | 84                     | 6  |
| Conservateurs | Ind. | Libéraux et centristes | sd |

| Partis                              | Partis                                 | Circonscription | Circonscription | Circonscription | Proportionnelle | Proportionnelle | Proportionnelle | Total des sièges | Total des sièges | Total des sièges |
| Partis                              | Partis                                 | Votes           | %               | Sièges          | Votes           | %               | Sièges          | Élus             | %                | +/−[2]           |
| ----------------------------------- | -------------------------------------- | --------------- | --------------- | --------------- | --------------- | --------------- | --------------- | ---------------- | ---------------- | ---------------- |
|                                     | Grand Parti national                   | 7 478 776       | 43,45           | 131             | 6 421 727       | 37,48           | 22              | 153              | 51,17            | 10,7             |
| Parti de l'avancement de la liberté | 984 751                                | 5,72            | 14              | 1 173 463       | 6,84            | 4               | 18              | 6,02             | 6,02             |                  |
| Alliance pro-Park Geun-hye          | 637 351                                | 3,70            | 6               | 2 258 750       | 13,18           | 8               | 14              | 4,68             | 4,68             |                  |
| Conservateurs                       | 9 100 879                              | 52,87           | 151             | 9 853 940       | 57,50           | 34              | 185             | 61,87            | 21,4             |                  |
|                                     | Parti démocratique                     | 4 977 508       | 28,92           | 66              | 4 313 645       | 25,17           | 15              | 81               | 27,09            | -                |
| Parti de la Corée créative          | 72 803                                 | 0,42            | 1               | 651 993         | 3,80            | 2               | 3               | 1,00             | -                |                  |
| Libéraux et centristes              | 5 050 311                              | 29,34           | 67              | 7 965 638       | 28,97           | 17              | 84              | 28,09            | -                |                  |
|                                     | Parti démocratique du travail de Corée | 583 665         | 3,39            | 2               | 973 445         | 5,68            | 4               | 6                | 2,01             | 1,33             |
| Nouveau Parti progressiste          | 229 500                                | 1,33            | 0               | 504 466         | 2,94            | 0               | 0               | 0,0              | =                |                  |
| Sociaux-démocrates                  | 813 165                                | 4,72            | 2               | 1 477 911       | 8,62            | 4               | 6               | 2,01             | 1,33             |                  |
|                                     | Autres partis                          | 341 010         | 1,98            | 0               | 834 048         | 4,83            | 0               | 0                | 0                | =                |
| Indépendants                        | 1 907 326                              | 11,08           | 25              | -               | -               | -               | 25              | 8,36             | 0,67             |                  |
| Total (participation : 46,0 %)      | Total (participation : 46,0 %)         | 17 212 690      | 100             | 245             | 17 131 537      | 100             | 54              | 299              | -                | -                |